# Philaenus maculosus
Philaenus maculosus är en insektsart som först beskrevs av Walker 1858.  Philaenus maculosus ingår i släktet Philaenus och familjen spottstritar. Inga underarter finns listade i Catalogue of Life.